# Harpage diodon
Harpagus diodon
Espèce
Statut de conservation UICN

 LC  : Préoccupation mineure
Statut CITES
L'Harpage diodon (Harpagus diodon), connu aussi en tant que Milan diodon, est une espèce d'oiseaux de la famille des Accipitridae.

## Répartition
Cette espèce vit en Argentine, en Bolivie, au Brésil, en Équateur, en Guyane française, au Guyana, au Paraguay et au Suriname.